# Jōchi-ji
Le Jōchi-ji (浄智寺) est un temple bouddhiste zen relevant de l'école Rinzai. Il a été fondé en 1281 ou 1283 par Hōjō Munemasa et Hōjō Morotoki. C'est l'un des gozan (五山, cinq grands temples) de Kamakura.